# Stanislav Donec
Stanislav Jur'evič Donec (in russo Станислав Юрьевич Донец?; Dimitrovgrad, 7 luglio 1983) è un ex nuotatore russo.
Ha partecipato alle Olimpiadi di Pechino 2008 classificandosi 14º nei 100 m dorso e 16º nei 200 m dorso
Detiene il record europeo dei 100 m dorso in vasca corta con il tempo di 48"95, stabilito il 19 dicembre 2010 durante i Mondiali in vasca corta di Dubai.

## Palmarès
- Mondiali in vasca corta

Manchester 2008: oro nella 4x100m misti, bronzo nei 100m dorso e nei 200m dorso.
Dubai 2010: oro nei 50m dorso e nei 100m dorso, argento nella 4x100m misti.
Istanbul 2012: argento nei 100m dorso e nella 4x100m misti e bronzo nei 50m dorso.
Doha 2014: bronzo nei 50m dorso
- Europei

Budapest 2010: oro nei 200m dorso e argento nella 4x100m misti.
- Europei in vasca corta

Debrecen 2007: oro nei 100m dorso, argento nei 200m dorso e nella 4x50m misti.
Fiume 2008: oro nei 50m dorso, nei 100m dorso e nei 200m dorso e bronzo nella 4x50m misti.
Istanbul 2009: oro nei 50m dorso, nei 100m dorso, nei 200m dorso e nella 4x50m misti.
Eindhoven 2010: oro nei 50m dorso e nei 100m dorso e bronzo nella 4x50m misti.
Netanya 2015: argento nei 100m dorso.